# كرديجان (مزرعة نو)
کردیجان (بالفارسية: کردیجان) هي قرية تقع في إيران في مركزي. يقدر عدد سكانها بـ 1,667 نسمة .